# Handebol Masculino nos Jogos Sul-Americanos de 2006
O Torneio de handebol masculino nos Jogos Sul-Americanos de 2006 foram realizados de 9 a 13 de novembro de 2006 em Mar del Plata, Argentina.
Foi a segunda edição da competição de handebol na história deste evento. Eles também serviram como eliminatórias para os Jogos Pan-Americanos de 2007.
Somente seleções nacionais associadas à ODESUR com no máximo dezesseis jogadores poderiam participar da competição. 
A competição foi disputada no Estádio Polideportivo Islas Malvinas, em Mar del Plata.
A seleção da Argentina venceu o torneio, derrotando o Uruguai por 28-21 na final.
O artilheiro da competição foi o jogador Patricio Martinez do Chile  

## Primeira fase

### Grupo único
| Time      | P | V | E | D | GP | GC  | SG  | Pts. |
| --------- | - | - | - | - | -- | --- | --- | ---- |
| Argentina | 3 | 3 | 0 | 0 | 95 | 44  | +51 | 6    |
| Uruguai   | 3 | 2 | 0 | 1 | 81 | 60  | +21 | 4    |
| Chile     | 3 | 0 | 1 | 2 | 67 | 85  | -18 | 1    |
| Paraguai  | 3 | 0 | 1 | 2 | 47 | 101 | -54 | 1    |

| 09/11/2006 16:00 | Uruguai | 26–23 | Chile | Estádio Polideportivo Islas Malvinas, Mar del Plata |
| 09/11/2006 16:00 | (11-12) |       |       | Estádio Polideportivo Islas Malvinas, Mar del Plata |
| 09/11/2006 16:00 |         |       |       | Estádio Polideportivo Islas Malvinas, Mar del Plata |

| 09/11/2006 19:30 | Argentina | 38–8 | Paraguai | Estádio Polideportivo Islas Malvinas, Mar del Plata |
| 09/11/2006 19:30 | (16-4)    |      |          | Estádio Polideportivo Islas Malvinas, Mar del Plata |
| 09/11/2006 19:30 |           |      |          | Estádio Polideportivo Islas Malvinas, Mar del Plata |

| 10/11/2006 10:30 | Paraguai | 13-37 | Uruguai | Estádio Polideportivo Islas Malvinas, Mar del Plata |
| 10/11/2006 10:30 | (8-18)   |       |         | Estádio Polideportivo Islas Malvinas, Mar del Plata |
| 10/11/2006 10:30 |          |       |         | Estádio Polideportivo Islas Malvinas, Mar del Plata |

| 10/11/2006 14:00 | Chile  | 18-33 | Argentina | Estádio Polideportivo Islas Malvinas, Mar del Plata |
| 10/11/2006 14:00 | (8-11) |       |           | Estádio Polideportivo Islas Malvinas, Mar del Plata |
| 10/11/2006 14:00 |        |       |           | Estádio Polideportivo Islas Malvinas, Mar del Plata |

| 11/11/2006 16:00 | Paraguai | 26-26 | Chile | Estádio Polideportivo Islas Malvinas, Mar del Plata |
| 11/11/2006 16:00 | (11-15)  |       |       | Estádio Polideportivo Islas Malvinas, Mar del Plata |
| 11/11/2006 16:00 |          |       |       | Estádio Polideportivo Islas Malvinas, Mar del Plata |

| 11/11/2006 19:30 | Argentina | 24-18 | Uruguai | Estádio Polideportivo Islas Malvinas, Mar del Plata |
| 11/11/2006 19:30 | (14-9)    |       |         | Estádio Polideportivo Islas Malvinas, Mar del Plata |
| 11/11/2006 19:30 |           |       |         | Estádio Polideportivo Islas Malvinas, Mar del Plata |

## Semi-finais
| 12/11/2006 16:00 | Uruguai | 27-22 | Chile | Estádio Polideportivo Islas Malvinas, Mar del Plata |
| 12/11/2006 16:00 | (15-12) |       |       | Estádio Polideportivo Islas Malvinas, Mar del Plata |
| 12/11/2006 16:00 |         |       |       | Estádio Polideportivo Islas Malvinas, Mar del Plata |

| 12/11/2006 19:30 | Argentina | 45-11 | Paraguai | Estádio Polideportivo Islas Malvinas, Mar del Plata |
| 12/11/2006 19:30 | (22-15)   |       |          | Estádio Polideportivo Islas Malvinas, Mar del Plata |
| 12/11/2006 19:30 |           |       |          | Estádio Polideportivo Islas Malvinas, Mar del Plata |

## Disputa do bronze
| 13/11/2006 16:30 | Chile   | 43-24 | Paraguai | Estádio Polideportivo Islas Malvinas, Mar del Plata |
| 13/11/2006 16:30 | (24-12) |       |          | Estádio Polideportivo Islas Malvinas, Mar del Plata |
| 13/11/2006 16:30 |         |       |          | Estádio Polideportivo Islas Malvinas, Mar del Plata |

## Disputa do ouro
| 13/11/2006 20:00 | Argentina | 28-21 | Uruguai | Estádio Polideportivo Islas Malvinas, Mar del Plata |
| 13/11/2006 20:00 | (15-11)   |       |         | Estádio Polideportivo Islas Malvinas, Mar del Plata |
| 13/11/2006 20:00 |           |       |         | Estádio Polideportivo Islas Malvinas, Mar del Plata |

## Classificação Final
|   | Argentina |
|   | Uruguai   |
|   | Chile     |
| 4 | Paraguai  |

|  | equipes qualificadas para os Jogos Pan-Americanos de 2007 |